# Demografía de Mozambique
El siguiente artículo describes las características de la demografía de Mozambique

## Población
Según World Population Prospects, la población total era 29,496,004 en el 2018, en comparación con solo 6 442 000 en 1950. La proporción de niños menores de 15 años en 2010 era 44,1%, el 52,6% tenía entre 15 y 65 años, mientras que el 3,3% tenía 65 años o más. Se realizó un censo de población en 2017, y los resultados preliminares indican una población de 28 861 863 habitantes.

## Perfil demográfico
Mozambique pose altas tasas de fecundidad, una población joven en rápido crecimiento: el 45% de la población es menor de 15 años. La elevada tasa de pobreza de Mozambique se debe a las catástrofes naturales, las enfermedades, el elevado crecimiento demográfico se debe a la tasa de natalidad del país es una de las más altas del mundo, con una media de más de 5 hijos por mujer (y mayor en las zonas rurales) durante al menos las tres últimas décadas. El alto nivel de fecundidad sostenido refleja la desigualdad de género. La elevada tasa de crecimiento de la población se ve algo frenada por las altas tasas de VIH/SIDA y de mortalidad general del país. Mozambique se encuentra entre los peores del mundo en cuanto a prevalencia del VIH/SIDA, muertes por VIH/SIDA y esperanza de vida al nacer.[cita requerida]Desde el final de la guerra civil, su calidad de vida ha mejorado notablemente.
Desde 2001, el crecimiento económico de Mozambique se ha encontrado entre los más altos del mundo.
Mozambique es un país predominantemente de emigración, pero la migración interna, del campo a la ciudad, ha empezado a crecer. Los mozambiqueños, principalmente de la región sur del país, llevan más de un siglo emigrando a Sudáfrica en busca de trabajo. Además, aproximadamente 1,7 millones de mozambiqueños huyeron a Malawi, Sudáfrica y otros países vecinos entre 1979 y 1992 para escapar de la guerra civil. Los emigrantes laborales han sido normalmente hombres de zonas rurales cuyas cosechas han fracasado o que están desempleados y se han dirigido a Sudáfrica para trabajar como mineros; varias generaciones de una misma familia suelen convertirse en mineros. Desde la abolición del apartheid en Sudáfrica en 1991, se han abierto otras oportunidades de trabajo para los mozambiqueños,[cita requerida] incluso en los sectores informal y manufacturero, pero la minería sigue siendo su principal fuente de empleo.

## Estadísticas vitales
El registro de las estadísticas vitales no está completo. A continuación se enuncia los hallazgos del departamento de población de las naciones Unidas:
| Periodo   | Nacidos vivos por año | Muertos por año | Cambio natural por año | CBR* | CDR* | NC*  | TFR* | IMR* |
| --------- | --------------------- | --------------- | ---------------------- | ---- | ---- | ---- | ---- | ---- |
| 1950-1955 | 331 000               | 220 000         | 111 000                | 49.4 | 32.8 | 16.5 | 6.60 | 220  |
| 1955-1960 | 359 000               | 219 000         | 140 000                | 49.1 | 30.0 | 19.1 | 6.60 | 201  |
| 1960-1965 | 392 000               | 222 000         | 170 000                | 48.6 | 27.5 | 21.1 | 6.60 | 185  |

| Periodo | Nacidos vivos por año | Muertes por año | Cambio natural por año | CBR* | CDR* | NC*  | TFR* | IMR* |
| --- | --------------------- | --------------- | ---------------------- | ---- | ---- | ---- | ---- | ---- |
| 1950-1955 | 331 000               | 220 000         | 111 000                | 49.4 | 32.8 | 16.5 | 6.60 | 220  |
| 1955-1960 | 359 000               | 219 000         | 140 000                | 49.1 | 30.0 | 19.1 | 6.60 | 201  |
| 1960-1965 | 392 000               | 222 000         | 170 000                | 48.6 | 27.5 | 21.1 | 6.60 | 185  |
| 1965-1970 | 430 000               | 230 000         | 201 000                | 48.0 | 25.6 | 22.4 | 6.60 | 172  |
| 1970-1975 | 474 000               | 236 000         | 238 000                | 47.2 | 23.5 | 23.7 | 6.58 | 158  |
| 1975-1980 | 534 000               | 247 000         | 288 000                | 46.9 | 21.7 | 25.3 | 6.53 | 146  |
| 1980-1985 | 584 000               | 272 000         | 313 000                | 45.9 | 21.3 | 24.5 | 6.44 | 143  |
| 1985-1990 | 586 000               | 283 000         | 302 000                | 43.6 | 21.1 | 22.5 | 6.33 | 143  |
| 1990-1995 | 640 000               | 293 000         | 347 000                | 43.4 | 19.9 | 23.6 | 6.12 | 134  |
| 1995-2000 | 739 000               | 301 000         | 438 000                | 43.3 | 17.6 | 25.7 | 5.85 | 115  |
| 2000-2005 | 844 000               | 326 000         | 518 000                | 43.3 | 16.7 | 26.6 | 5.52 | 99   |
| 2005-2010 | 869 000               | 341 000         | 528 000                | 39.4 | 15.4 | 23.9 | 5.11 | 88   |
| * CBR = crude birth rate (per 1000); CDR = crude death rate (per 1000); NC = natural change (per 1000); IMR = infant mortality rate per 1000 births; TFR = total fertility rate (number of children per woman) |                       |                 |                        |      |      |      |      |      |

### Expectativas de la vida
| Periodo   | Expectativa de vida en años |
| --------- | --------------------------- |
| 1950–1955 | 31.29                       |
| 1955–1960 | 33.79                       |
| 1960–1965 | 36.18                       |
| 1965–1970 | 38.14                       |
| 1970–1975 | 40.37                       |
| 1975–1980 | 42.21                       |
| 1980–1985 | 41.47                       |
| 1985–1990 | 42.33                       |
| 1990–1995 | 43.90                       |
| 1995–2000 | 47.21                       |
| 2000–2005 | 49.56                       |
| 2005–2010 | 53.24                       |
| 2010–2015 | 56.08                       |